# ريد روبنز
ريد روبنز (بالإنجليزية: Red Robbins)‏ مواليد 30 سبتمبر 1944 في ليسبرغ - الوفاة 18 نوفمبر 2009، كان لاعب كرة سلة أمريكي. بدأ مسيرته الاحترافية في سنة 1966. تم اختياره من قبل فريق فيلادلفيا سفنتي سيكسرز خلال الدرافت. بلغ طوله 6 قدم 8 بوصة (2.0 م). اعتزل اللعب في 1977.

## روابط خارجية
- ريد روبنز على موقع سبورتس رفرنس (الإنجليزية)
- ريد روبنز على موقع كلية كرة السلة في سبورتس رفرنس.كوم (الإنجليزية)
- ريد روبنز على موقع ريلجم (الإنجليزية)
- ريد روبنز على موقع بروبوليرز (الإنجليزية)